# مجلة العرب (السعودية)
مجلة العرب مجلة ثقافية أسسها حمد الجاسر، وصدر الجزء الأول منها في شهر رجب 1386هـ (أكتوبر 1966م). وتنشر المجلة مقالات ودراسات تتناول تاريخ العرب وجغرافية بلادهم وتراثهم الفكري. كانت تصدر شهريًا (12 عدد في العام) ثم عددًا كل شهرين وبإجمالي 96 صفحة لكل عدد، ومنذ 1444هـ أصبحت فصلية وبإجمالي 200 صفحة للعدد الواحد.

## رئيس التحرير
عبد العزيز الخراشي.

## أعضاء هيئة التحرير
- عبد العزيز بن ناصر المانع.
- عبد العزيز بن صالح الهلابي.
- محمد بن عبدالرحمن الهدلق.[1]